# Helensburgh (Australien)
 For alternative betydninger, se Helensburgh. (Se også artikler, som begynder med Helensburgh)
Helensburgh er en australsk by i delstaten New South Wales. Byen har 6.576(2021) indbyggere.